# Minari: Història de la meva família
Minari: Història de la meva família (títol original en anglès: Minari) és una pel·lícula dramàtica estatunidenca del 2020, escrita i dirigida per Lee Isaac Chung i protagonitzada per Steven Yeun, Han Ye-ri, Noel Cho i Alan S. Kim. S'ha doblat i subtitulat al català.
Guanyadora d'un Globus d'Or a la millor pel·lícula de parla no anglesa el 2021. Nominada als Oscars a millor pel·lícula, millor direcció, per Lee Isaac Chung, millor actor, per Steven Yeung, millor actriu de repartiment, per Yuh-Jung Youn, i millor guió original.
Es va estrenar el 26 de gener de 2020 en competició al 36è Festival de Cinema de Sundance, on va rebre els principals premis del jurat i del públic.
Estrenada a les sales de cinema el 12 de març de 2021 en versió original subtitulada en català. L'actriu Youn Yuh-jung va guanyar l'Oscar a la millor actriu secundària per la seva interpretació en aquesta pel·lícula. El 2024 es va estrenar el doblatge en català a La 2.

## Argument
Ambientada en els anys 80 del segle passat, una parella d'immigrants coreans amb dos fills es traslladen de Califòrnia, on havien estat treballant en granges de pollastres, a una zona rural d'Arkansas. Jacob, el pare, està convençut que faran fortuna si s'esforcen a cultivar un hort amb verdures típiques coreanes, que podrien vendre en restaurants i botigues especialitzades. Retrat de les tensions entre la cultura pròpia i la del país d'acollida.

## Repartiment
- Steven Yeun: Jacob
- Han Ye-ri: Monica
- Alan Sun Kim: David
- Noel Cho : Anne
- Youn Yuh-jung: Soon-ja
- Darryl Cox : Mr. Harlan
- Will Patton : Paul
- Scott Haze: Billy
- Esther Moon : Mrs. Oh
- Jacob Wade : Johnnie

## Al voltant de la pel·lícula
Minari pren el seu nom d’una herba d’origen asiàtic, perenne i molt resistent, amb la qual es pot identificar la família protagonista. El director Lee Isaac Chung es va inspirar en la història de la seva família per escriure el guió on es retraten els sacrificis personals i familiars per intentar reviure el somni americà.
Amb un pressupost de 2 milions de dòlars, Minari es va filmar durant l'estiu del 2019 als afores de Tulsa, Oklahoma, a l’oest d’Arkansas.

## Crítica
En el lloc web estatunidenc Rotten Tomatoes dedicat a la crítica i informació sobre pel·lícules, Minari obté una valoració positiva del 98% dels crítics sobre un total de 240 ressenyes, amb una valoració mitja de 8,7/10 i un 91% d'aprovació dels espectadors, amb un 4,3/5.
A l’agregador de ressenyes Metacritic, la pel·lícula obté una qualificació de 88/100 a partir de les opinions de 44 crítics, amb 43 valoracions positives, 1 en la qualificació mixta i cap negativa. Els usuaris la valoren amb una puntuació del 8,3/10.

## Guardons
| Premi                     | Categoria                             | Nominats         | Resultat   | Ref    |
| ------------------------- | ------------------------------------- | ---------------- | ---------- | ------ |
| 93 Premis Oscar           | Millor pel·lícula                     |                  | Nominació  | [ 14 ] |
| 93 Premis Oscar           | Millor direcció                       | Lee Issaac Chung | Nominació  | [ 14 ] |
| 93 Premis Oscar           | Millor guió                           | Lee Issaac Chung | Nominació  | [ 14 ] |
| 93 Premis Oscar           | Millor actor                          | Steven Yeun      | Nominació  | [ 14 ] |
| 93 Premis Oscar           | Millor actriu secundària              | Youn Yuh-jung    | Guanyadora | [ 14 ] |
| 93 Premis Oscar           | Millor banda sonora                   | Emile Mosseri    | Nominació  | [ 14 ] |
| Globus d'Or 2021          | Millor pel·lícula de parla no anglesa |                  | Guanyadora | [ 15 ] |
| Festival de Sundance 2020 | Gran Premi del Jurat                  |                  | Guanyadora | [ 16 ] |
| Festival de Sundance 2020 | Premi del Públic                      |                  | Guanyadora | [ 16 ] |